# إي. إتش. يونغ
إي. إتش. يونغ (بالإنجليزية: E. H. Young)‏ (21 مارس 1880، نورثمبرلاند في المملكة المتحدة - 8 أغسطس 1949)؛ روائية بريطانية.